# Horst Kube
Pour les articles homonymes, voir Kube.
Horst Kube (né le 19 septembre 1920 à Berlin, mort le 18 octobre 1976 à Berlin-Est) est un acteur est-allemand.

## Biographie
Kube aspire initialement à une carrière d'architecte naval et sert dans la Kriegsmarine pendant la Seconde Guerre mondiale. Après la guerre, il se tourne vers le métier d'acteur. Il est d'abord un petit acteur dans des théâtres et des cabarets et suit des cours de théâtre auprès de Harry Berber, avant de rejoindre le Berliner Ensemble en 1953 grâce à des représentations au Märchentheater de Berlin et des engagements à Potsdam et Francfort-sur-l'Oder, où il est membre pendant plusieurs années.
Kube devient membre de l'ensemble de la DEFA au milieu des années 1950 et apparaît d'abord dans de petits seconds rôles dans des films avant que le réalisateur Kurt Maetzig, qui avait déjà filmé Schlösser und Katen (de) avec lui, ne lui confie le rôle du policier Hannes Wunderlich dans Vergeßt mir meine Traudel nicht (de). Son interprétation du policierqui commet un acte criminel par amour lui permet de percer en tant qu'acteur. D'autres films notables tels que Le Chant des matelots, Kein Ärger mit Cleopatra et Der Moorhund (de) suivent.
En plus de son travail au cinéma, Kube fait des apparitions au Friedrichstadt-Palast et dans des courts métrages satiriques de la série Das Stacheltier et dans des productions télévisées de la Deutscher Fernsehfunk.
Horst Kube était marié et père de deux filles.

## Filmographie
- 1954 : Gefährliche Fracht (de)
- 1954 : Plus fort que la nuit (de)
- 1954 : Leuchtfeuer (de)
- 1955 : Wer seine Frau lieb hat … (de)
- 1955 : Das Stacheltier: Hoch die Tassen (de) (court métrage)
- 1955 : Das Stacheltier: Es geht um die Wurst (de) (court métrage)
- 1955 : Mademoiselle de Scudéry
- 1955 : Ernst Thälmann – Führer seiner Klasse
- 1955 : Mère Courage (court métrage)
- 1956 : Drei Mädchen im Endspiel (de)
- 1956 : Une romance berlinoise
- 1956 : Zar und Zimmermann (de)
- 1956 : Am Ende hilft dir keiner mehr (TV)
- 1956 : Schlösser und Katen (de)
- 1957 : Dupés jusqu'au Jugement dernier
- 1957 : Deux Mères
- 1957 : Spielbank-Affäre (de)
- 1957 : Katzgraben (de)
- 1957 : Spur in die Nacht (de)
- 1957 : Der Fackelträger (de)
- 1957 : Polonia-Express (de)
- 1957 : Vergeßt mir meine Traudel nicht (de)
- 1957 : Die Goldene Gans (TV)
- 1958 : Die unadelige Gräfin (TV)
- 1958 : Sie kannten sich alle (de)
- 1958 : Der Lotterieschwede (de)
- 1958 : Le Chant des matelots
- 1958 : Geschwader Fledermaus
- 1959 : Im Sonderauftrag (de)
- 1959 : Der kleine Kuno (de)
- 1959 : Eine alte Liebe (de)
- 1959 : Bevor der Blitz einschlägt (de)
- 1959 : Erich Kubak
- 1959 : Maibowle (de)
- 1960 : Zu jeder Stunde
- 1960 : Das Leben beginnt (de)
- 1960 : Wo der Zug nicht lange hält
- 1960 : Kein Ärger mit Cleopatra (de)
- 1960 : Der Moorhund (de)
- 1961 : Mère Courage et ses enfants
- 1961 : Urfaust (TV)
- 1961 : La Robe
- 1961 : Urlaub ohne Dich
- 1962 : Die Igelfreundschaft (de)
- 1962 : Das verhexte Fischerdorf (de)
- 1962 : Le Petit Chaperon rouge
- 1962 : Entdeckung des Julian Böll
- 1963 : Tote reden nicht (TV)
- 1963 : Die Glatzkopfbande (de)
- 1963 : Rauhreif (de) (TV)
- 1964 : Viel Lärm um nichts (de)
- 1964 : Der fliegende Holländer (de)
- 1965 : Les Aventures de Werner Holt
- 1965 : Ohne Paß in fremden Betten (de)
- 1965 : Köpfchen, Kamerad (TV)
- 1966 : Le Fils de la Grande Ourse
- 1966 : Alfons Zitterbacke (de)
- 1966 : Schwarze Panther (de)
- 1967 : Das Tal der sieben Monde (de)
- 1967 : Hochzeitsnacht im Regen (de)
- 1967 : Frau Venus und ihr Teufel (de)
- 1967 : Brot und Rosen
- 1967 : Le Drapeau de Krivoï Rog
- 1967 : Les Païens de Kummerow
- 1968 : La Piste du Faucon
- 1969 : Jungfer, Sie gefällt mir (de)
- 1970 : He, Du! (de)
- 1970 : Erreur fatale
- 1970 : Netzwerk (de)
- 1970 : Kein Mann für Camp Detrick (TV)
- 1971 : Husaren in Berlin (de)
- 1972 : Die gestohlene Schlacht (de)
- 1972 : Tecumseh
- 1972 : Chercheurs de soleil
- 1973 : Polizeiruf 110: In der selben Nacht (de) (TV)
- 1973 : Les Apaches
- 1973 : Der Wüstenkönig von Brandenburg (de)
- 1974 : Wie sag ich's meinen Kindern? (TV)